# Buffalo and Erie County Naval & Military Park
Le Buffalo and Erie County Naval & Military Park, anciennement connu sous le nom de Buffalo Naval and Servicemen's Park, est un musée situé sur les rives du lac Érié à Buffalo (État de New York). Le parc est situé dans le quartier de Canalside (en) près du KeyBank Center et du LECOM Harborcenter (en) au centre-ville de Buffalo. Les horaires varient selon la saison, mais le parc est fermé de décembre à mars.
Il abrite plusieurs navires désarmés de l'United States Navy, dont le croiseur léger de classe Cleveland USS Little Rock (CL-92), le destroyer de classe Fletcher USS The Sullivans (DD-537) et le sous-marin de classe Gato USS Croaker (SS-246). Tous les trois sont ouverts au public pour des visites.

## Historique

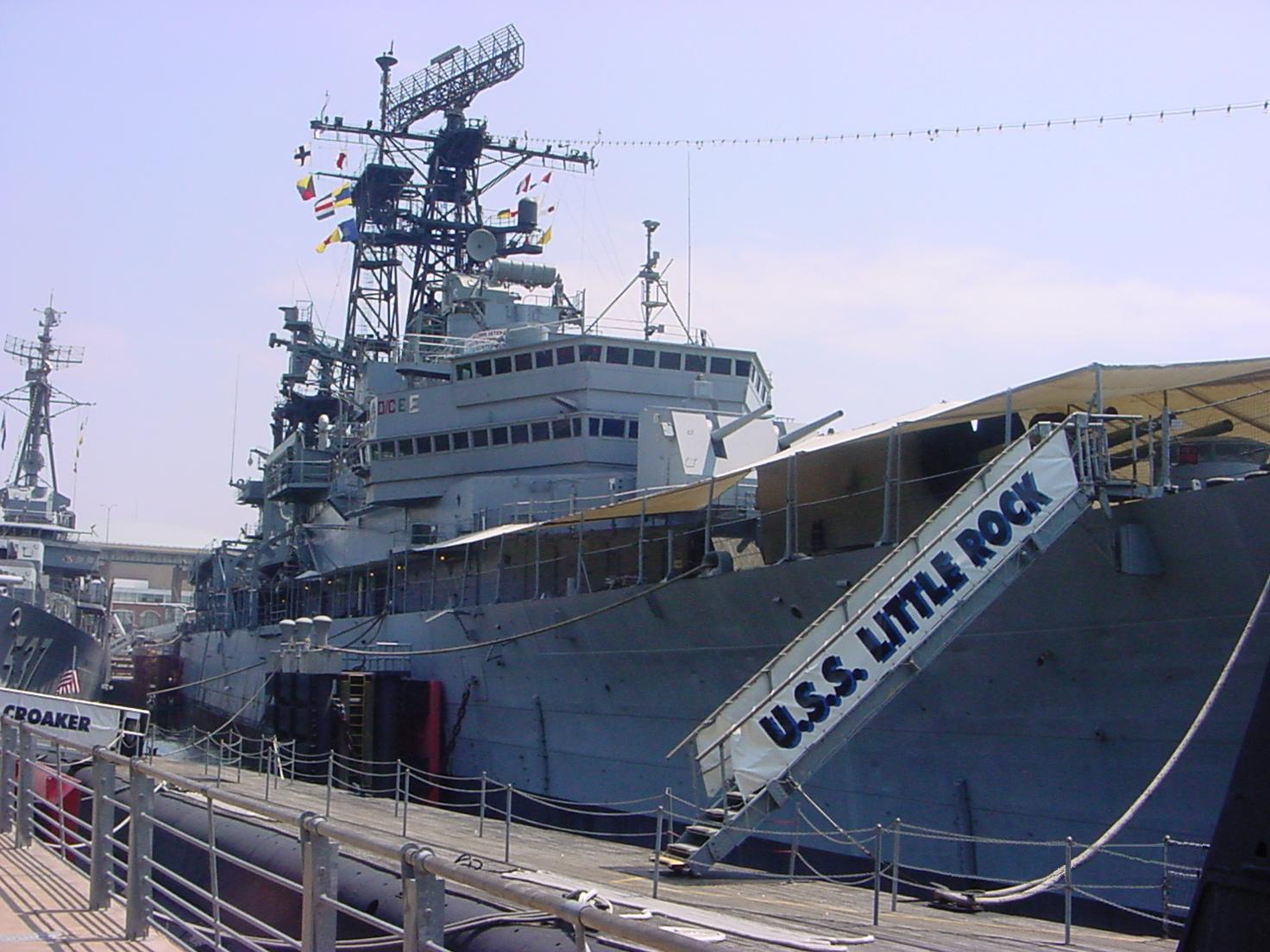
USS Little Rock.

En 1976, la Buffalo Urban Renewal Agency et le Buffalo Naval and Servicemen's Park ont demandé au Département de la Marine des États-Unis de fournir un navire de guerre désarmé pour construire un parc naval. La construction du Buffalo Naval and Servicemen's Park (plus tard nommé Buffalo and Erie County Naval & Military Park) a commencé en 1977. Le parc a été ouvert au public le 4 juillet 1979. Le croiseur de classe Cleveland USS Little Rock et le destroyer de classe Fletcher USS The Sullivans faisaient partie de l'exposition originale. En 1988, le sous-marin de classe Gato USS Croaker a été ajouté. En 1989, Croaker a subi une refonte. Les navires dans le parc restent la propriété de la marine américaine, qui les inspecte chaque année.

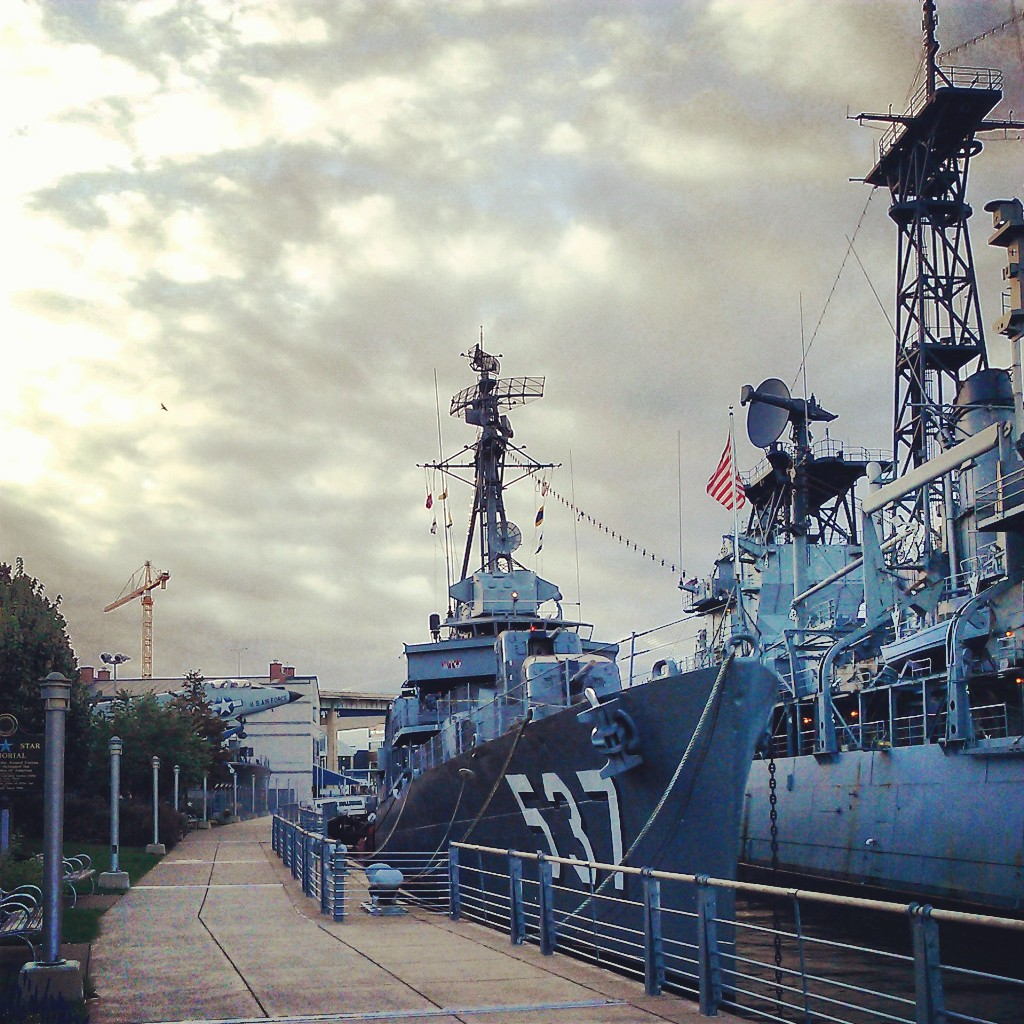
USS The Sullivans.

Le parc a connu quelques changements majeurs ces dernières années. En 2003, les navires ont été légèrement déplacés au pied des Pearl et Main Streets. Le parc jouxte maintenant le bord du canal de Buffalo. De nouvelles structures ont été ajoutées, notamment un nouveau musée, et le nouveau restaurant Liberty Hound a ouvert ses portes à l'été 2012.
Le 16 décembre 2017, le Littoral combat ship USS Little Rock (LCS-9) a été mis en service dans le parc aux côtés de son homonyme USS Little Rock (CG-4). La mise en service était la première fois qu'un navire de la marine américaine était mis en service aux côtés de son homonyme.

## Autres expositions

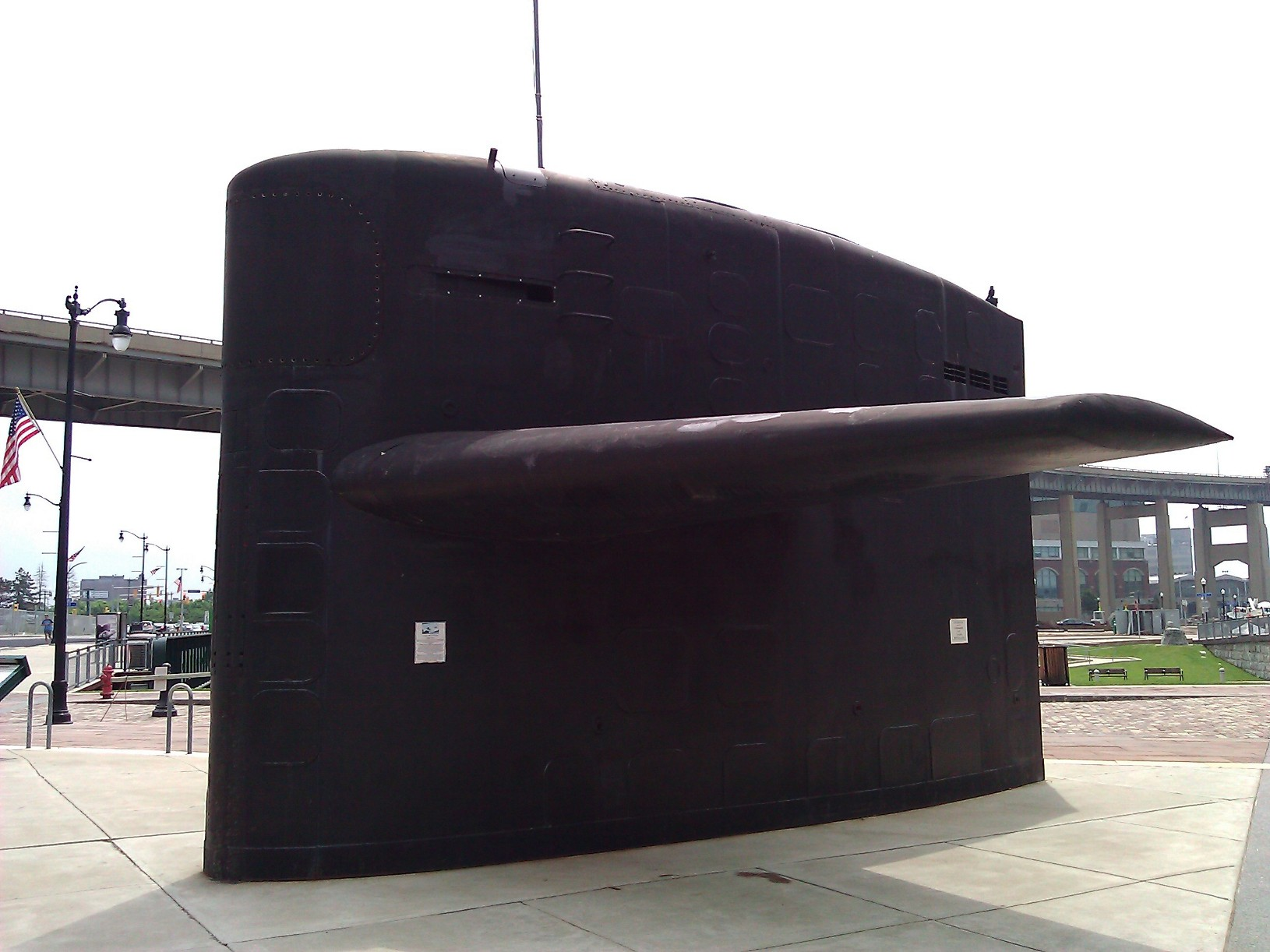
Le kiosque de l'USS Boston.

Outre les navires, une variété de petits véhicules, navires et avions sont également exposés dans le parc. Il s'agit notamment de l'hélicoptère monoplace Gyrodyne RON Rotorcycle (en) utilisé par le Corps des Marines des États-Unis à la fin des années 50 et au début des années 60, un char M41 Walker Bulldog de l'armée, un véhicule blindé de transport de troupes M-84 du Corps des Marines, un Hélicoptère de manœuvre et d'assaut Bell UH-1 Iroquois utilisé au Vietnam, un avion de combat McDonnell F-101 Voodoo piloté par le 136th Attack Squadron (en) de la New York Air National Guard (en) à la station de réserve aérienne de Niagara Falls, un bateau de patrouille rapide de classe Nasty (PTF), le PTF-17 utilisé par la Marine au Vietnam, un chasseur-bombardier North American FJ-4 Fury de la Marine (équivalent au North American F-86 Sabre) et un Bell P-39 Airacobra de l'United States Army Air Forces fabriqué chez Bell Aircraft Corporation à Buffalo qui a servi pendant la Seconde Guerre mondiale. Le kiosque et le gouvernail du sous-marin nucléaire d'attaque USS Boston sont également exposés ici.

## Galerie

USS Crocker
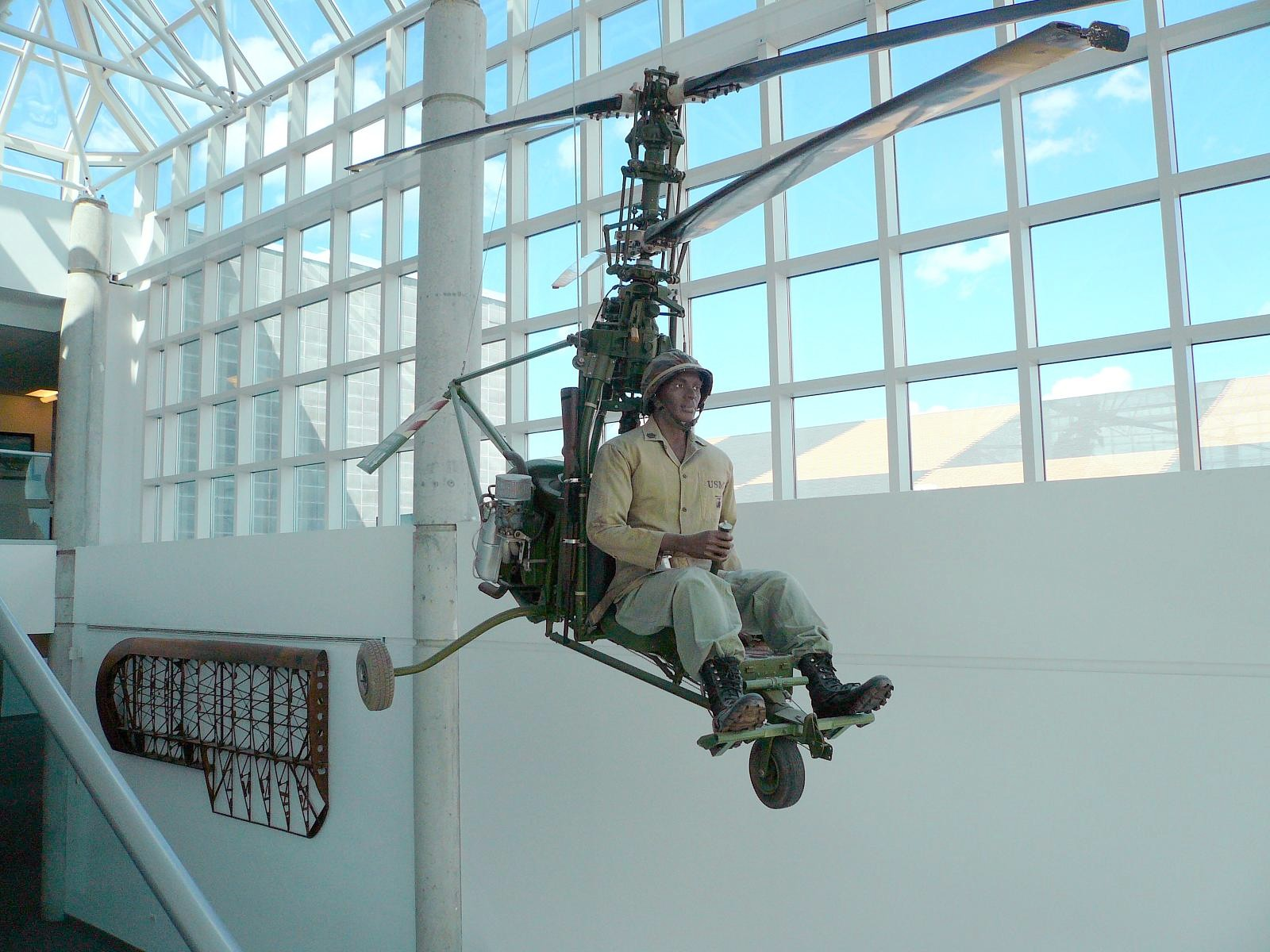
Gyrodyne XRON.
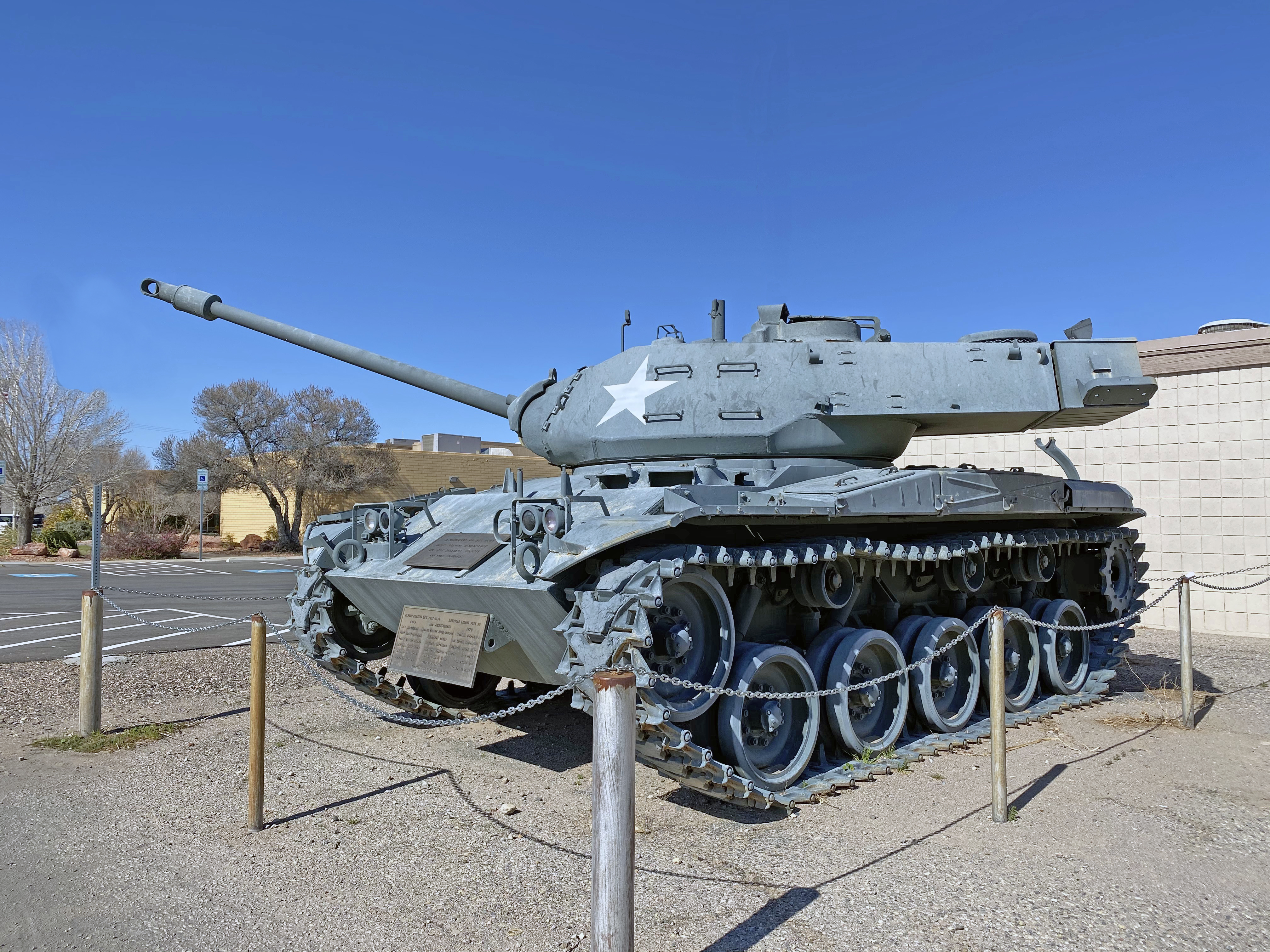
Char M41 Walker Bulldog.
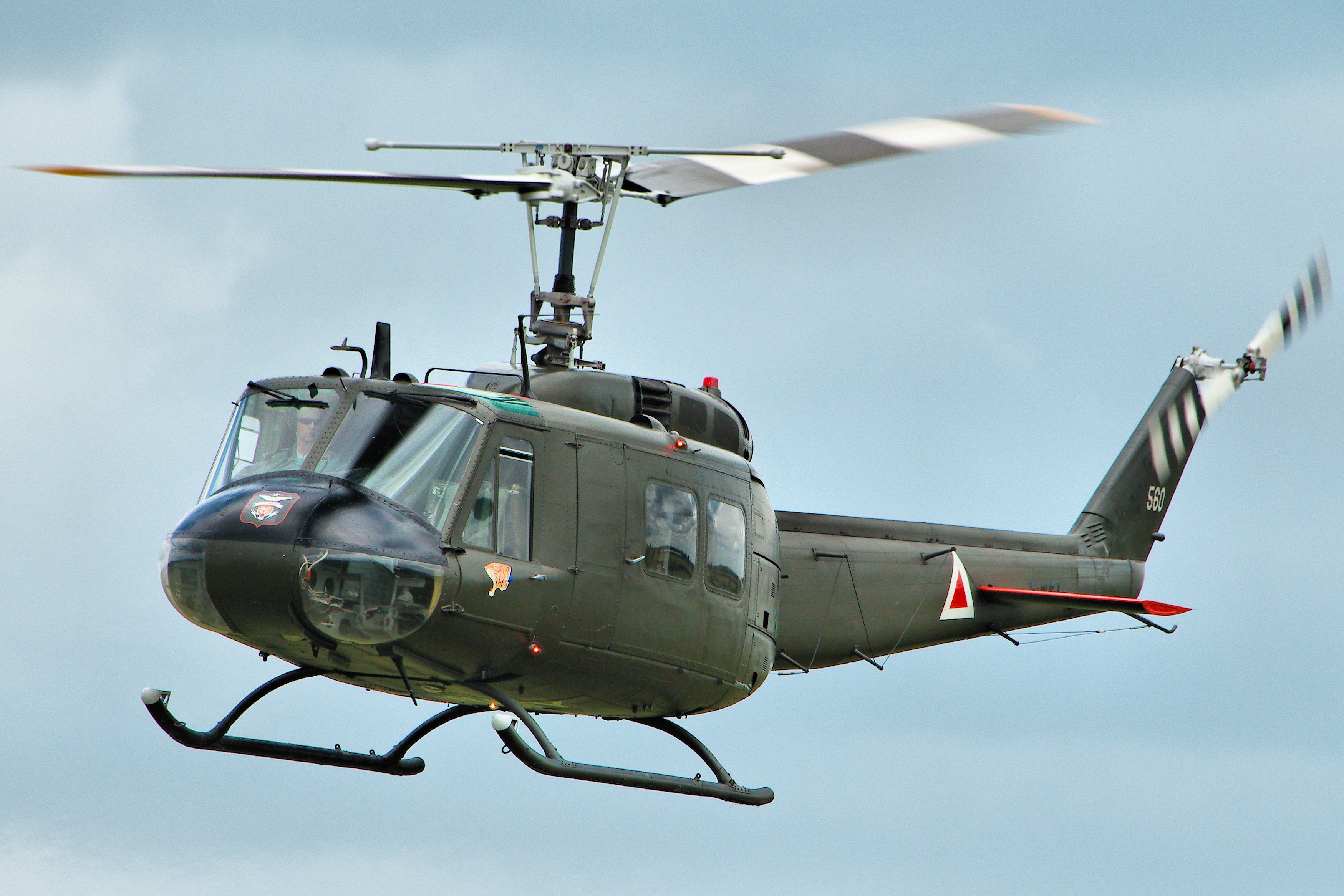
Hélicoptère UH-1 Huey.
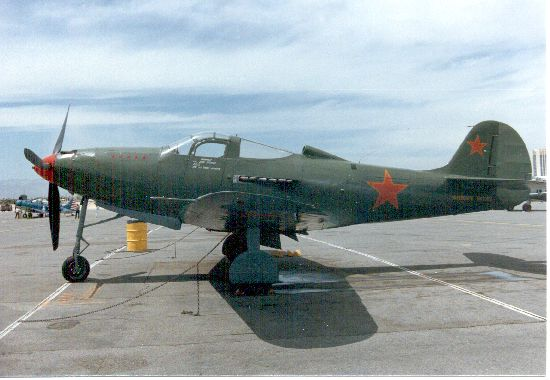
P-39 Airacobra.
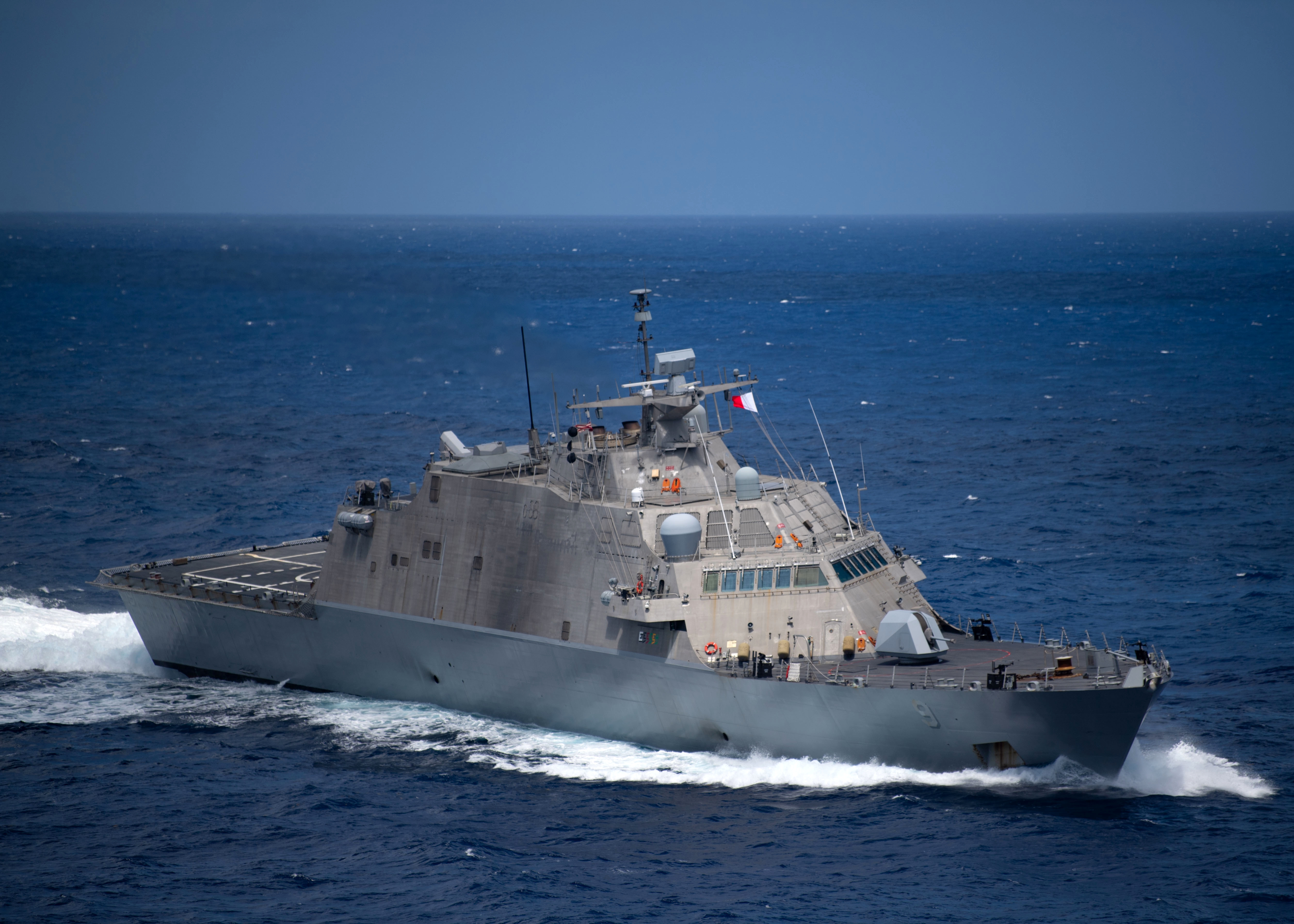
USS Little Rock (LCS-9).